# Tour du Haut-Var 2010
Il Tour du Haut-Var 2010, quarantaduesima edizione della corsa e valida come evento del circuito UCI Europe Tour 2010 categoria 2.1, seconda edizione come corsa tappe. Si svolse in due tappe dal 20 al 21 febbraio 2010, su un percorso di circa 376,3 km. Fu vinto dal francese Christophe Le Mével che terminò la gara con il tempo di 9h02'43", alla media di 41,6 km/h.
Al traguardo di Montauroux 109 ciclisti conclusero il tour.

## Tappe
| Tappa  | Data        | Percorso                  | km    | Vincitore di tappa  | Leader cl. generale |
| ------ | ----------- | ------------------------- | ----- | ------------------- | ------------------- |
| 1ª     | 20 febbraio | La Croix-Valmer > Grimaud | 175,6 | Rinaldo Nocentini   | Rinaldo Nocentini   |
| 2ª     | 21 febbraio | Draguignan > Montauroux   | 200,7 | Christophe Le Mével | Christophe Le Mével |
| Totale | Totale      | Totale                    | 376,3 |                     |                     |

## Squadre e corridori partecipanti
| N.    | Cod. | Squadra                       |
| ----- | ---- | ----------------------------- |
| 1-8   | BBO  | Bbox Bouygues Telecom         |
| 11-18 | ALM  | AG2R La Mondiale              |
| 21-28 | FDJ  | FDJ                           |
| 31-38 | GCE  | Caisse d'Epargne              |
| 41-48 | EUS  | Euskaltel-Euskadi             |
| 51-58 | SKY  | Sky Professional Cycling Team |
| 61-68 | QST  | Quick Step                    |
| 71-78 | GRM  | Garmin-Transitions            |
| 81-88 | SAX  | Team Saxo Bank                |
| 91-98 | RAB  | Rabobank                      |

| N.      | Cod. | Squadra                 |
| ------- | ---- | ----------------------- |
| 101-108 | COF  | Cofidis                 |
| 111-118 | BMC  | BMC Racing Team         |
| 121-128 | SAU  | Saur-Sojasun            |
| 131-138 | SKS  | Skil-Shimano            |
| 141-148 | LAN  | Landbouwkrediet         |
| 151-158 | BSC  | Bretagne-Schuller       |
| 161-168 | RLM  | Roubaix-Lille Métropole |
| 171-178 | AUB  | BigMat-Auber 93         |
| 181-188 | EDR  | Endura Racing           |

## Dettagli delle tappe

### 1ª tappa
- 20 febbraio: La Croix-Valmer > Grimaud – 175,6 km

Risultati
| Pos. | Corridore         | Squadra         | Tempo    |
| ---- | ----------------- | --------------- | -------- |
| 1    | Rinaldo Nocentini | AG2R La Mond.   | 3h58'53" |
| 2    | Samuel Dumoulin   | Cofidis         | a 3"     |
| 3    | Bert De Waele     | Landbouwkrediet | s.t.     |

| Pos. | Corridore         | Squadra         | Tempo    |
| ---- | ----------------- | --------------- | -------- |
| 1    | Rinaldo Nocentini | AG2R La Mond.   | 3h58'53" |
| 2    | Samuel Dumoulin   | Cofidis         | a 3"     |
| 3    | Bert De Waele     | Landbouwkrediet | s.t.     |

### 2ª tappa
- 21 febbraio: Draguignan > Montauroux – 200,7 km

Risultati
| Pos. | Corridore           | Squadra         | Tempo    |
| ---- | ------------------- | --------------- | -------- |
| 1    | Christophe Le Mével | FDJ             | 5h03'47" |
| 2    | Pierrick Fédrigo    | Bouygues Tel.   | s.t.     |
| 3    | Bert De Waele       | Landbouwkrediet | s.t.     |

| Pos. | Corridore           | Squadra         | Tempo    |
| ---- | ------------------- | --------------- | -------- |
| 1    | Christophe Le Mével | FDJ             | 9h02'43" |
| 2    | Bert De Waele       | Landbouwkrediet | s.t.     |
| 3    | Julien El Fares     | Cofidis         | a 5"     |

## Classifiche finali

### Classifica generale
| Pos. | Corridore           | Squadra         | Tempo    |
| ---- | ------------------- | --------------- | -------- |
| 1    | Christophe Le Mével | FDJ             | 9h02'43" |
| 2    | Bert De Waele       | Landbouwkrediet | s.t.     |
| 3    | Julien El Fares     | Cofidis         | a 5"     |
| 4    | Cédric Pineau       | Roubaix         | s.t.     |
| 5    | Pierrick Fédrigo    | Bouygues Tel.   | a 10"    |
| 6    | Chris Sørensen      | Team Saxo Bank  | a 17"    |
| 7    | Florian Guillou     | Bretagne        | a 19"    |
| 8    | Aitor Hernández     | Euskaltel       | a 22"    |
| 9    | Chris Froome        | SKY             | a 26"    |
| 10   | Jurij Trofimov      | Bouygues Tel.   | s.t.     |